# Télévision en 3D

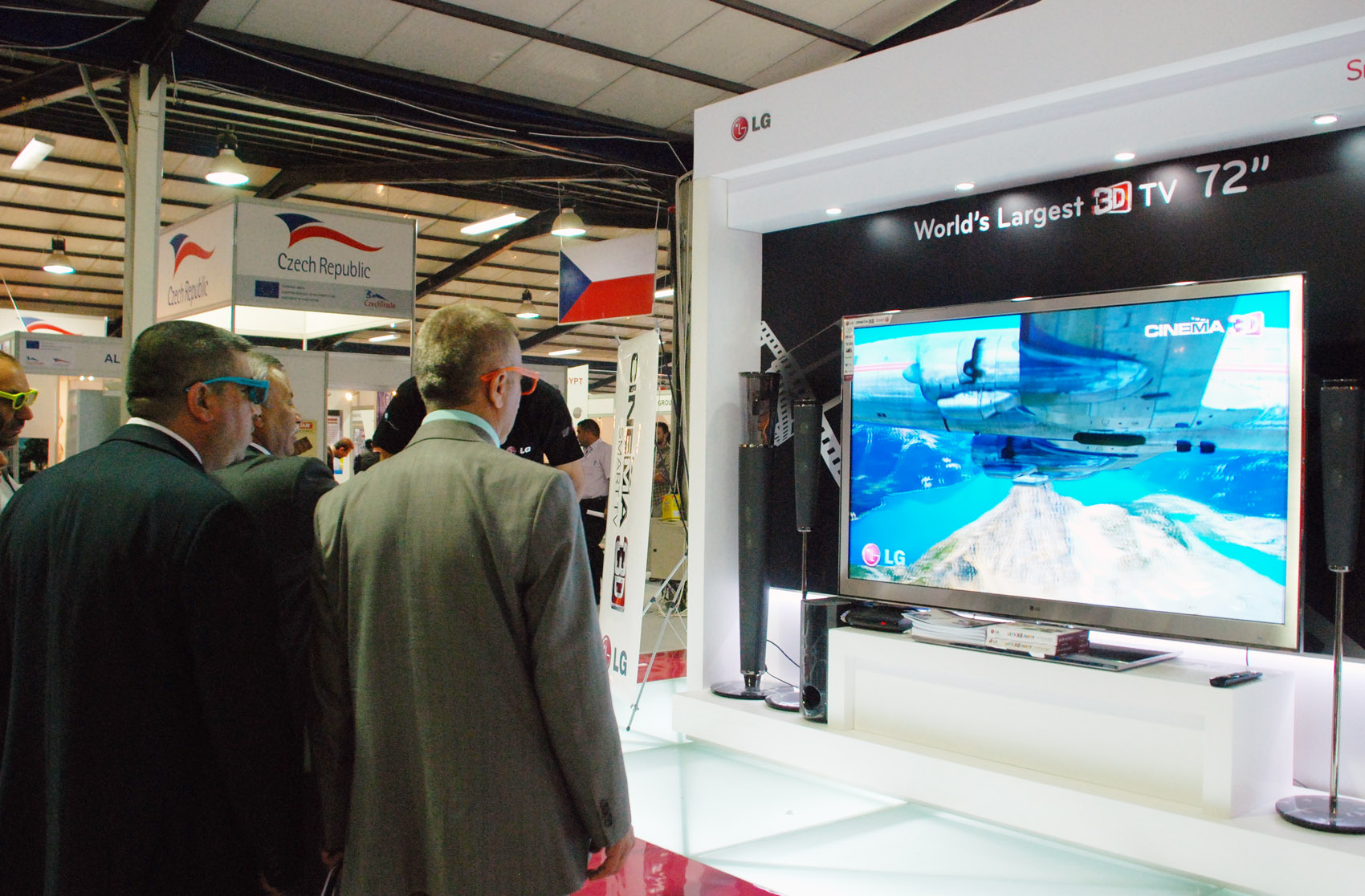
Exemple d'une télévision stéréoscopique

La télévision en 3D en trois dimensions, télévision en relief ou télévision stéréoscopique désigne à la fois la technologie, l'équipement et les contenus permettant l'enregistrement, la transmission et l'affichage d'images en trois dimensions. Le terme 3D est employé aux États-Unis à partir des années 1950 pour désigner notamment certains films de cinéma produits et projetés en relief mais le terme 3D peut également désigner des images de synthèse créées par ordinateur, lesquelles ne sont pas forcément stéréoscopiques. Au fil des innovations, entre les photographies en relief inventées en 1838, la technique de filtres colorés anaglyphe en 1915 et les différentes techniques ultérieures jusqu'à l'avènement de la vidéo numérique et de la télévision à haute définition au milieu des années 1990, la stéréoscopie diffusée à la télévision a considérablement évolué et s'est perfectionnée, notamment durant la décennie 2010.

## Historique

### Photographie et cinéma en relief
L'invention de l’imagerie au relief stéréoscopique remonte aux débuts de la photographie. En 1838, Charles Wheatstone invente le premier stéréoscope. Cet appareil optique binoculaire est une visionneuse permettant de voir des images fixes en relief. En 1855, le Kinematoscope est créé. Première caméra stéréoscopique, elle permet également le visionnage en relief. Le premier film utilisant le procédé à filtres colorés dit anaglyphe est produit en 1915. En septembre 1922, le premier film grand public stéréoscopique est projeté : The Power of Love. Un téléviseur stéréoscopique est présenté pour la première fois, le 10 août 1928, par John Logie Baird dans les locaux de son entreprise de Londres. Au cours de sa carrière, Baird met au point plusieurs systèmes de télévision en relief en exploitant des systèmes électromécaniques, adaptés aux écrans cathodiques. En 1935, le premier long métrage en couleurs destiné au cinéma en trois dimensions est réalisé. Dès la Seconde Guerre mondiale, les appareils photo stéréoscopiques à usage personnel deviennent répandus.
Dans les années 1950, quand la télévision devient populaire aux États-Unis, de nombreux films en relief sont produits. Le premier de cette période est Bwana Devil de United Artists, diffusé sur tout le territoire des États-Unis en 1952. Un an plus tard, le film L'Homme au masque de cire propose un son stéréophonique en plus de l'image stéréoscopique. Alfred Hitchcock réalise Le crime était presque parfait en relief mais prévoit des copies monoscopiques pour rentabiliser son exploitation, parce que peu de salles sont alors équipées en écrans et projecteurs compatibles. L'Union soviétique développe également une production cinéma stéréoscopique avec, comme premier long-métrage, le film Robinson Crusoe en 1947

### Expérimentations télévisuelles et vidéo
En France, le mardi 18 octobre 1982, lors de l'émission La Dernière Séance, le film L'Étrange Créature du lac noir est diffusé avec le procédé anaglyphe sur la chaîne de télévision française FR3. Par la suite notamment aux États-Unis, la vidéocassette puis le DVD se dotent pour certaines productions, de versions en relief anaglyphe nécessitant des lunettes colorées ou un dispositif avec lunette à opturation alternée pour distinguer les images réservées à chaque oeil.

### Blu-ray 3D, jeux vidéo et chaînes TV
En 2009, le film Avatar de James Cameron suscite un regain d'intérêt pour la 3D. Les industriels proposent des téléviseurs 3D dont les ventes se développent à partir de 2010 avec apogée notable en 2013 et 2014. Plusieurs centaines de films récents ou anciens sont édités ou ré-édités en relief 3D, principalement sur disques Blu-ray à partir du milieu des années 2000. Vers le milieu des années 2010, le choix de téléviseurs commercialisés avec fonctions stéréoscopiques diminue fortement mais subsiste toutefois toujours, diverses modèles de vidéoprojecteurs stéréoscopiques bien que la presse annonce en 2017, la fin des téléviseurs 3D,. 
En 2008, la chaîne payante française Canal+ 3D expérimente puis diffuse des émissions et films de cinéma en relief stéréoscopique.
Dans les années 2010, suivant la tendance du cinéma, les consoles PlayStation 3 et Xbox 360 proposent des jeux en 3D stéréoscopiques. 
En 2022, le nouvel épisode de la série de films Avatar relance la formule 3D au cinéma et à la maison,.

## Technologies
Il existe plusieurs techniques pour produire et afficher des images animées en stéréoscopie.
Pour le téléspectateur, la vision stéréoscopique nécessite, selon les appareils, les éditions ou les productions vidéo, d'utiliser soit :
- une paire de lunettes pour anaglyphes à filtres colorés, procédé dénaturant l'équilibre chromatique de l'image visualisée,
- une paire de lunettes lunettes polarisantes dites à 3D "passive" ou "polarisée",
- une paire de lunettes lunettes à occultation alternée dite 3D "active",
- un écran ou un téléviseur autostéréoscopique ne nécessitant pas de lunettes (technologie plus coûteuse, telle que le système lenticulaire ou Autostéréoscopie (exemple : Alioscopy).

Plusieurs autres techniques d'affichage stéréoscopiques ont été expérimentées, comme l’affichage volumétrique ainsi que l'utilisation de deux téléviseurs polarisés combinés avec un dispositif d'écran semi-transparent à filtres polarisés, comme celui inventé dans les années 1950 par le Français Marc Chauvierre.
La stéréoscopie est la méthode la plus largement utilisée pour la prise de vue vidéo et la télédiffusion de vidéo 3D. Elle consiste à filmer une paire d’images avec des caméras fixées côte à côte ou une seule optique double et synchronisée anamorphosée, parfois séparées par la distance moyenne séparant chaque œil d'un être humain adulte. Certains problèmes de superposition ou de parallaxe, relativement fréquents à l’époque des films stéréoscopiques conventionnels au cinéma sont résolus grâce à la technologie numérique.

## Téléviseurs
En France, les premiers téléviseurs « 3D ready » sont commercialisés à partir de 2005.
Les téléviseurs « 3D Ready » sont des appareils compatibles avec le système lunettes à occultations alternées (en plus du mode conventionnel en 2D). Un adaptateur pilote les lunettes portées par le téléspectateur. Elles obturent alternativement très rapidement l'oculaire gauche puis l'oculaire droit pour créer l'impression de relief. Ces téléviseurs intègrent généralement la connectique HDMI de niveau 1.4a et un taux de rafraîchissement de l’image d’au moins 120 Hz. Les lunettes peuvent être commercialisées séparément.
Des téléviseurs plus récents, dont l'observation est plus confortable, ont pour principe l'alternance des lignes, par exemple paires pour l'œil gauche et impaires pour l'œil droit. On les regarde avec des lunettes polarisantes circulaires.
Les principales marques d'électronique grand public sont présentes sur ce marché. Depuis l’été 2010, un choix de modèles dont le prix de vente avoisine le milieu ou haut de gamme des téléviseurs HD sont disponibles.
Mitsubishi et Samsung utilisent la technologie DLP de Texas Instruments déjà développée depuis les années 1990 pour les vidéoprojecteurs. En janvier 2010, Samsung, LG, Toshiba, Sony, Panasonic rendent publique leur intention d'introduire des fonctionnalités 3D (principalement pour les modèles haut de gamme) dans les téléviseurs commercialisés courant 2010. Les lecteurs Blu-ray 3D sont mis en vente en 2010.
Dans le même temps, l'Européen Philips élabore des téléviseurs autostéréoscopiques 3D qui pourraient être disponibles à partir de 2011, lesquels ne nécessiteraient pas de lunettes.
Toutefois la commercialisation de ces appareils est annulée en raison du peu de succès de la 3D dans le public.
En août 2010, Toshiba annonce son intention de présenter une gamme de téléviseurs autostéroscopiques sur le marché d'ici la fin de l'année.
Le fabricant chinois TCL développe un modèle 107 cm (42 pouces) de téléviseur 3D sous la référence TD-42F, commercialisé en Chine. Ce modèle exploite un système lenticulaire et ne nécessite pas de lunettes (autostéréoscopie). Son prix de vente en 2010 avoisine les 14 000 €. Toutefois, ce système lenticulaire affiche une image a la netteté moins précise qu'un simple écran TVHD. À la même période, le site américain Engadget procède à un test de téléviseur Philips Dimenco pour la même technologie. En dépit de l'exploitation d’une définition d'écran 4 fois supérieure à la définition Full HD (3840 × 2160p), l'image affichée reste médiocre et le contour des objets a tendance à être flou. En revanche, la vidéoprojection 3D devra exploiter des lunettes (synchronisées ou polarisées), pour des raisons techniques.
En dépit de la demande du public et de l'harmonisation du marché, différentes marques exploitent des technologies propriétaires, car la standardisation industrielle est en retard sur les normes.
Plusieurs procédés autostéréoscopiques sont développés, utilisant la totalité de la largeur de l'écran, ils permettent de visualiser l'image sous 9 angles. Ainsi il est possible de profiter des effets de relief selon la place du téléspectateur dans la pièce. Le procédé français Alioscopy est développé ainsi depuis la fin des années 1980.

## Programmes en 3D
Pour alimenter les téléviseurs 3D en contenus, plusieurs possibilités s'ouvrent à l'industrie audiovisuelle, pour la production d'émissions en 3D (retransmissions sportives, spectacles, films...) :
- L'acquisition de nouveaux équipements, notamment des caméras 3D à prise de vue stéréoscopique (deux objectifs ou optique double).
- Le retraitement numérique de films et émissions conventionnelles en post production 3D (ce qui donne un résultat souvent décevant).
- Le recalcul 3D d'animations en images de synthèse, à condition de posséder encore les fichiers 3D complets (avec les textures). Alors, seul le calcul du second œil est indispensable, ce qui prend moins de temps qu'à l'époque, grâce aux progrès techniques.
- Le calcul 3D d'animations en images de synthèse. On calcule alors des deux vues.

Ces technologies s'orientent vers le marché de la vidéo et celui de la télédiffusion : un catalogue de films en relief édités au format Blu-ray, les vidéoprojecteurs, écrans TV associés à des lunettes électroniques, chaînes de télévision à péage, vidéo à la demande et jeux vidéo adaptés aux moniteurs d'ordinateurs ou écrans compatibles.
Orange et l'opérateur Eutelsat ont effectué une expérimentation de télévision en relief à l'occasion des Internationaux de France de tennis captés en relief. Le canal diffusé par satellite a été repris dans le bouquet télévision ADSL Orange. Les moyens de tournage de la NHK japonaise ont été mis à contribution.
De même, TF1 a créé un canal « 3D relief » au sein du bouquet télévision Free à l'occasion de la Coupe du monde de football de 2010. Ce canal a diffusé quelques matchs tournés en relief, dont les demi-finales et la finale.
En septembre 2010, le câblo-opérateur Numericable met en place une chaine pilote de télévision en 3D. À l’automne 2010, une plateforme de vidéo à la demande en 3D-HD doit être lancée, mettant à disposition des contenus sportifs et des films. De même, Canal+3D est lancée quelques semaines plus tard, diffusée sur différents réseaux dont Canalsat mais est arrêté le 24 janvier 2012. LaTV3D, une chaîne destinée aux réseaux ADSL et au Câble a reçu l'accord du CSA pour émettre dès le second trimestre 2015.
Le 2 juillet 2015, LaTV3D a commencé ses émissions en OTT, couvrant le monde entier par le biais de l'application 3doo disponible sur les SmartTV 3D de marques LG, Panasonic et Samsung. Sa diffusion sur les box en France est également prévue. LaTV3D est officiellement la première chaîne de télévision en 3D-relief à obtenir le conventionnement du CSA.

## Efforts de standardisation
Une norme commune pour la 3D adaptée à l'électronique grand public devrait être finalisée.
Grâce à l'amélioration de la technologie numérique depuis la fin des années 1990, les productions en 3D sont devenus plus simples à réaliser et à diffuser. Avec le succès spectaculaire du film Avatar, l'élaboration et l'harmonisation des normes de télévision 3D s'impose à compter de la fin des années 2000.
Pour l'industrie du cinéma, les fournisseurs de contenus tels que Disney, DreamWorks et d'autres studios américains ainsi que les développeurs de technologies - telles que l'Européen Philips - font appel à la SMPTE (Society of Motion Picture and Television Engineers) pour l'élaboration d'une norme 3D-TV afin d'éviter une bataille de formats. Cette normalisation a pour but de garantir au consommateur, que le contenu 3D qu'ils se procurent sera compatible avec les écrans ou projecteurs labellisés 3D, à un tarif raisonnable. En août 2008, le SMPTE fonde une Unité de travail pour les dispositifs 3D grand public (« 3-D Home Display Formats Task Force ») dont l'objectif consiste à définir un standard pour la confection (mastering) 3D stéréoscopique adapté à la vidéo affichée sur n'importe quel dispositif fixe domestique, quel que soit le mode de diffusion.
Après six mois, le comité a produit un rapport pour définir les enjeux et les défis, les normes minimales et des critères d'évaluation, et déclara qu’il s’en servirait comme base de travail pour les efforts de normes SMPTE 3D à suivre. On estime qu’il faudra entre 18 et 30 mois pour rédiger une norme pour les formats de contenu 3D.
Les studios de production produisent un nombre croissant de titres 3D pour le cinéma et de nombreuses entreprises travaillent activement sur la technologie 3D. Ainsi, beaucoup de technologies voient le jour, mais il n’y a pas de route claire à suivre pour le grand public.
Dans ces circonstances, la réunion inaugurale du SMPTE était essentiellement un appel à propositions pour la télévision 3D, et plus de 160 personnes, faisant partie de 80 sociétés se sont inscrites à cette première réunion.
Toutefois, la SMPTE n'est pas le seul groupe de définition de standards 3D. D'autres organisations, comme la Consumer Electronics Association (CEA), 3D @ home Consortium, l'UIT et l'Entertainment Technology Center à l'école USC's School of Cinematic Arts (ETC), ont créé leurs propres groupes et ont déjà proposé de collaborer pour parvenir à une solution commune. Le Digital TV Group (DTG), s'est engagé à définir un standard britannique pour les produits et services de la TV 3D. D'autres groupes de standardisation tels que DVB, BDA, ARIB, ATSC, DVD Forum, la CEI seront à priori impliqués dans le processus.
Le groupe de travail MPEG a fait des recherches sur des codages stéréoscopiques depuis le milieu des années 1990; le premier résultat de cette recherche est l’extension Multiview Video Coding (MVC) pour le MPEG-4 AVC qui est en cours de normalisation. Le MVC a été choisi par l'association Blu-ray pour la distribution 3D. Le format offre une compatibilité avec les précédents lecteurs Blu-ray 2D [21].
La norme HDMI version 1.4, publiée en juin 2009, définit un certain nombre de formats de transmission d'images 3D. Le format « Frame Packing » ou « combinaison de trame » (demi-images de gauche et de droite regroupées dans une image vidéo complète, exploitant deux fois la largeur de bande conventionnelle) est obligatoire pour les appareils HDMI 1.4 3D. Les trois résolutions (720p50, 720p60, 1080p24) doivent être pris en charge par des dispositifs d'affichage, et au moins un de ces dispositifs par le dispositif de lecture. Les autres résolutions et formats sont optionnels. [22] Alors que les câbles et les périphériques HDMI 1.4 seront capables de transmettre des images 3D en 1080p, le HDMI 1.3 en est lui incapable. Comme solution au problème de bitrate, les images 3D peuvent être affichées à une résolution inférieure, entrelacées par exemple, ou en définition standard.